# تشارلز كيلي (مؤرخ)
تشارلز كيلي (بالإنجليزية: Charles Kelly)‏ هو مؤرخ أمريكي، ولد في 3 فبراير 1889، وتوفي في 19 أبريل 1971.